# 산유자나무
산유자나무(山柚子－, Xylosma congesta)는 한반도 남부 해변의 벌판에 드물게 나는 상록관목으로 높이는 3-7m이다. 어릴 때 끝이 가시로 된 짧은 가지가 있고, 가지는 적갈색이다. 잎은 어긋나며 난형, 긴 타원상 난형이며 길이 4-8cm이다. 대개 양 끝이 좁고, 양 면에 털이 없으며, 가장자리에 둔한 톱니가 있다. 꽃은 암수딴그루로 황백색이며, 잎겨드랑이에 총상꽃차례로 달리고, 꽃자루는 짧으며, 꽃차례가 처지지 않는다. 꽃받침은 4갈래, 꽃잎은 4장, 수꽃에는 긴 수술이 다수이고 암꽃에는 암술 1개가 있다. 열매는 장과로 둥근 모양이며 검은색으로 익고, 씨는 2-3개이다.